# Seuneubok Teungoh (Darul Aman)
Seuneubok Teungoh is een bestuurslaag in het regentschap Aceh Timur van de provincie Atjeh, Indonesië. Seuneubok Teungoh telt 170 inwoners (volkstelling 2010).